# Virginia Slims of San Francisco 1977
Virginia Slims of San Francisco 1977 — жіночий тенісний турнір, що проходив на кортах з килимовим покриттям Civic Auditorium у Сан-Франциско (США). Належав до серії Virginia Slims. Відбувсь усьоме і тривав з 27 лютого до 6 березня 1977. Фінал відвідало 5932 глядачі. Друга сіяна Сью Баркер виграла титул в одиночному розряді й отримала 20 тис. доларів.

## Фінальна частина

### Одиночний розряд
Сью Баркер —  Вірджинія Вейд 6–3, 6–4

### Парний розряд
Керрі Рід /  Грір Стівенс —  Сью Баркер /  Енн Кійомура 6–3, 6–1

## Розподіл призових грошей
| Дисципліна       | П       | F       | ПФ     | ЧФ     | 1/8    | 1/16 | Prel. round |
| Одиночний розряд | $20,000 | $10,000 | $5,400 | $2,500 | $1,375 | $775 | $400        |